# Polyosma turfosa
Polyosma turfosa är en tvåhjärtbladig växtart som beskrevs av François Gagnepain. Polyosma turfosa ingår i släktet Polyosma och familjen Escalloniaceae. Inga underarter finns listade i Catalogue of Life.